# Alexander Fidora i Riera
Alexander Fidora i Riera (Offenbach am Main, 1975), és un professor d'investigació català d'origen alemany. És investigador ICREA de Filosofia i Estudis Medievals a la Universitat Autònoma de Barcelona.

## Formació
Va obtenir el seu doctorat l'any 2003 al Departament de Filosofia de la Universitat de Frankfurt amb un estudi sobre Dominicus Gundissalinus i l'epistemologia del segle XII. Durant els anys 2003-2006, va dirigir a Frankfurt, amb Matthias Lutz-Bachmann, un projecte sobre la filosofia dels segles XIII i XIV al Centre de Recerca Col·laborativa de la Deutsche Forschungsgemeinschaft (DFG) “Wissenskultur und gesellschaftlicher Wandel”.

## Docència
Fins a l’any 2006, Alexander Fidora ha impartit docència al Departament de Filosofia de la Universitat de Frankfurt. L'any 2006, Alexander Fidora es va incorporar com a professor de recerca de la Institució Catalana de Recerca i Estudis Avançats (ICREA) al Departament de Ciències de l’Antiguitat i de l’Edat Mitjana de la Universitat Autònoma de Barcelona (UAB). Ha estat professor convidat a la Universitat de Saint Louis (2004 i 2007), la Universitat Panamericana/Mèxic D.F (2008) i la Universitat de Frankfurt (2023).

## Recerca
Alexander Fidora investiga sobre la dimensió intercultural i interreligiosa del pensament medieval. El seus estudis inclouen treballs sobre la influència de la filosofia àrab en l'epistemologia medieval, la traducció i recepció al món llatí del Talmud, les obres d’autors catalans com Arnau de Vilanova, Ramon Llull o Francesc Eiximenis.
Entre d'altres, ha dirigit els projectes de recerca del European Research Council (ERC) “Latin Philosophy into Hebrew” (2008-2012) i “The Latin Talmud” (2014-2019).
Així mateix ha estat investigador convidat al Käte-Hamburger-Kolleg “Fate and Prognostication” de la Universitat d'Erlangen-Nuremberg (2012 i 2014) i al Katz Center for Advanced Judaic Studies, Universitat de Pennsilvània (2013). Ha estat president de la Sociedad de Filosofía Medieval (SOFIME, 2011-2016) i vicepresident de la Société Internationale pour l'Étude de la Philosophie Médiévale (SIEPM, 2017-2022).
És (co)editor de diverses col·leccions, com ara “Bibliotheca Philosophorum Medii Aevi Cataloniae” (Obrador Edèndum), “Herders Bibliothek der Philosophie des Mittelalters” (Herder) o “Katalanische Literatur des Mittelalters” (Lit/Barcino).
Des del 2017, és membre de l'Academia Europaea.

## Premis
Pels seus estudis sobre el pensament a l'Edat Mitjana, Fidora ha estat distingit amb aquests premis:
- Premi Internacional Catalònia (Barcelona, 2011).[8]
- Premi Samuel Toledano (Jerusalem, 2012).[9]
- Alexander von Humboldt Forschungspreis (Bonn, 2022).[10][11]

## Publicacions (selecció)
- Raimundus Lullus: Ars brevis (lateinisch-deutsch), ed. i trad. alemanya d’A. Fidora, Hamburg: Felix Meiner (Philosophische Bibliothek 518), 1999. (llatí) (alemany)
- Die Wissenschaftstheorie des Dominicus Gundissalinus – Voraussetzungen und Konsequenzen des zweiten Anfangs der aristotelischen Philosophie im 12. Jahrhundert, Berlin: Akademie Verlag, 2003. (alemany)
- A. Akasoy & A. Fidora (eds.), The Arabic Version of the ‘Nicomachean Ethics', with an Introduction and Annotated Translation by Douglas M. Dunlop, Leiden/Boston: Brill (ASL 17), 2005. (anglès)
- A Fidora & J. E. Rubio (eds.), Raimundus Lullus. An Introduction to his Life, Works and Thought, Turnhout: Brepols (CCCM 214, SL II), 2008. (anglès)
- Vicent Ferrer, De unitate universalis – Ma’amar nikhbad ba-kolel, ed. i trad. catalana i anglesa d’A. Fidora & M. Zonta, Santa Coloma de Queralt/Barcelona: Obrador Edèndum/UAB/URV (BPhMAC 1), 2010. (hebreu) (llatí) (català) (anglès)
- A. Fidora, H. Hames & Y. Schwartz (eds.), Latin-into-Hebrew: Texts in Contexts, Leiden/Boston: Brill, 2013. (anglès)
- Guiu Terrena, Confutatio errorum quorundam magistrorum, ed. i trad. catalana i anglesa d’A. Fidora, A. Blasco & C. López Alcalde, Santa Coloma de Queralt/Barcelona: IEC/Obrador Edèndum/UAB/URV (BPhMAC 3), 2014. (llatí) (català) (anglès)
- Arnau de Vilanova: Über den Antichrist und die Reform der Christenheit, trad. alemanya d’A. Fidora, Barcelona/Münster i. W.: Barcino/Lit, 2015. (alemany)
- G. Hasselhoff & A. Fidora (eds.), Ramon Martí’s Pugio fidei: Studies and Texts, Santa Coloma de Queralt: Obrador Edèndum, 2017. (llatí) (anglès)
- A. Fidora & Hasselhoff (eds.), The Talmud in Dispute During the High Middle Ages, Bellaterra: Servei de Publicacions de la UAB, 2019. (anglès)
- A. Fidora, Albertus Magnus und der Talmud (Lectio Albertina 20), Münster i. W.: Aschendorff Verlag, 2020. (alemany)
- Extractiones de Talmud per ordinem thematicum, ed. U. Cecini, Ó. de la Cruz, A. Fidora & I. Lampurlanés (CCCM 291A), Turnhout: Brepols, 2021. (llatí) (anglès)[12]
- Francesc Eiximenis: Die Regierung des Gemeinwesens (katalanisch-deutsch), trad. alemanya del Regiment de la cosa pública d’A. Fidora , Freiburg i. Br.: Herder (HBPhMA 60), 2024. (català) (alemany)